# Riposto
Riposto é uma comuna italiana da região da Sicília, província de Catania, com cerca de 13.595 habitantes. Estende-se por uma área de 12 km², tendo uma densidade populacional de 1133 hab/km². Faz fronteira com Acireale, Giarre, Mascali.

## Demografia
| Variação demográfica do município entre 1861 e 2011                               |
|                                                                                   |
| Fonte: Istituto Nazionale di Statistica (ISTAT) - Elaboração gráfica da Wikipedia |

## Os monumentos históricos
- Palazzo dei Principi Natoli